# Tom Emmer
Thomas Earl Emmer Jr. (South Bend, 1961. március 3. –) amerikai jogász és politikus, 2023 óta a republikánus frakció whipje az Egyesült Államok Képviselőházában. 2015 óta Minnesota 6. kongresszusi kerületének képviselője, amihez Minneapolis nyugati és északi külvárosi területei tartoznak, illetve St. Cloud és az állam középső, vidéki területének nagy része.
Kongresszusi pozíciója megszerzése előtt Emmer két terminust töltött Minnesota Képviselőházában, 2005 és 2011 között. Indult a 2010-es kormányzóválasztáson, de kikapott a demokrata jelölttől, Mark Daytontól.
2014-ben választották meg a Kongresszusba, miután Michele Bachmann nem indult újra a kerületben. Azóta többször is újraválasztották. Emmer 2019 és 2023 között a Nemzeti Republikánus Kongresszusi Bizottság elnöke volt. A 2022-es választások után kinevezték a párt whipjének a Képviselőházban. 2023-ban ő volt pártja harmadik jelöltje a 2023. októberi házelnökválasztáson, de még az első hivatalos szavazás előtt visszalépett.